# Jonathan Djanogly
Jonathan Djanogly (ur. 3 czerwca 1965 w Londynie, w dzielnicy Hammersmith) – brytyjski prawnik (solicitor) i polityk, członek Partii Konserwatywnej. W latach 2001–2024 poseł do Izby Gmin z okręgu Huntingdon.

## Życiorys
Urodził się w 1965 roku w Londynie. Ukończył University College School, studiował następnie na Oxford Brookes University. Ukończył studia prawnicze na University of Law.
Bez powodzenia kandydował do Izby Gmin w 1997 roku w okręgu Oxford East.
Został wybrany posłem do Izby Gmin z okręgu Huntingdon w 2001 roku. Uzyskał reelekcję w 2005, 2010, 2015, 2017 i 2019 roku. Nie kandydował w wyborach parlamentarnych w 2024.